# Ceratothalama argosema
Ceratothalama argosema är en fjärilsart som beskrevs av Edward Meyrick 1932. Ceratothalama argosema ingår i släktet Ceratothalama och familjen mott. Inga underarter finns listade i Catalogue of Life.